# Giải bóng đá ngoại hạng Bénin
Giải bóng đá ngoại hạng Bénin, hay còn gọi Championnat National du Bénin trong tiếng Pháp, là giải bóng đá hàng đầu của Bénin. Giải được tổ chức lần đầu tiên năm 1969. Hiện tại có 14 đội thi đấu theo thể thức vòng tròn hai lượt. Đội vô địch sẽ có một suất tham dự CAF Champions League. Hai đội cuối bảng sẽ xuống chơi ở hạng nhì có 11 đội.

## Câu lạc bộ năm 2016
| - AS Dragons FC de l'Ouémé (Porto-Novo) - ASOS (Porto-Novo) - Ayema (Sèmè-Kpodji) - ESAE (Sakété) - JA Cotonou (Cotonou) - Requins de l'Atlantique FC (Cotonou) - USS Kraké (Porto-Novo) | - AS Police FC (Porto-Novo) - ASPAC FC (Cotonou) - Buffles du Borgou FC (Parakou) - Energie FC (Sèmè-Kpodji) - Mogas 90 FC (Cotonou) - Panthères FC (Djougou) - Tonnerre d'Abomey FC (Bohicon) |

## Các nhà vô địch trước đây[1]
- 1969: FAD Cotonou
- 1970: AS Porto-Novo
- 1971: AS Cotonou
- 1972: AS Porto-Novo
- 1973: AS Porto-Novo
- 1974: Etoile Sportive Porto-Novo
- không có giải đấu từ năm 1975 đến năm 1977
- 1978: AS Dragons FC de l'Ouémé (Porto-Novo)
- 1979: AS Dragons FC de l'Ouémé (Porto-Novo)
- 1980: Buffles du Borgou FC (Parakou)
- 1981: Ajijas Cotonou
- 1982: AS Dragons FC de l'Ouémé (Porto-Novo)
- 1983: AS Dragons FC de l'Ouémé (Porto-Novo)
- 1984: Lions de l'Atakory (Cotonou)
- 1985: Requins de l'Atlantique FC (Cotonou)
- 1986: AS Dragons FC de l'Ouémé (Porto-Novo)
- 1987: Requins de l'Atlantique FC (Cotonou)
- 1988: không tổ chức
- 1989: AS Dragons FC de l'Ouémé (Porto-Novo)
- 1990: Requins de l'Atlantique FC (Cotonou)
- 1991: Postel Sport FC (Porto-Novo)
- 1992: Buffles du Borgou FC (Parakou)
- 1993: AS Dragons FC de l'Ouémé (Porto-Novo)
- 1994: AS Dragons FC de l'Ouémé (Porto-Novo)
- 1995: Toffa Cotonou
- 1996: Mogas 90 FC (Porto Novo)
- 1997: Mogas 90 FC (Porto Novo)
- 1998: AS Dragons FC de l'Ouémé (Porto-Novo)
- 1999: AS Dragons FC de l'Ouémé (Porto-Novo)
- không có giải đấu chính thức trong năm 2000 và 2001
- 2001/02: AS Dragons FC de l'Ouémé (Porto-Novo)
- 2003: AS Dragons FC de l'Ouémé (Porto-Novo)
- 2004: không kết thúc
- 2005: không tổ chức
- 2005/06: Mogas 90 FC (Porto Novo)
- 2007: Tonnerre d'Abomey FC
- 2008/09: được tuyên bố không có giá trị
- 2009: không tổ chức
- 2009/10: ASPAC FC
- 2010/11: bị hủy bỏ
- 2011/12: ASPAC FC
- 2012/13: Jeunesse Athlétique du Plateau
- 2013/14: Buffles du Borgou FC (Parakou)
- 2014/15:  bị hủy bỏ
- 2016:  bị hủy bỏ
- 2017: Buffles du Borgou FC (Parakou)
- 2018/19: Buffles du Borgou FC (Parakou)

## Thành tích theo câu lạc bộ[1]
| Câu lạc bộ                     | Số danh hiệu | Danh hiệu gần nhất |
| ------------------------------ | ------------ | ------------------ |
| AS Dragons FC de l'Ouémé       | 12           | 2003               |
| Buffles du Borgou FC           | 5            | 2019               |
| Mogas 90 FC                    | 3            | 2006               |
| Requins de l'Atlantique FC     | 3            | 1990               |
| AS Porto-Novo                  | 3            | 1973               |
| ASPAC FC                       | 2            | 2012               |
| Jeunesse Athlétique du Plateau | 1            | 2013               |
| Tonnerre d'Abomey FC           | 1            | 2007               |
| Toffa Cotonou                  | 1            | 1995               |
| Postel Sport FC                | 1            | 1991               |
| Lions de l'Atakory             | 1            | 1984               |
| Ajijas Cotonou                 | 1            | 1981               |
| Etoile Sportive Porto-Novo     | 1            | 1974               |
| AS Cotonou                     | 1            | 1971               |
| FAD Cotonou                    | 1            | 1969               |

## Xếp hạng nhà vô địch
Ghi chú: Giải đấu không được tổ chức trong các năm 1975, 1976, 1977, 1988, 2000, 2001, 2003, 2008 và 2009. Giải đấu bị hủy bỏ vào các năm 2004, 2010/11 2014/15 & 2015/16.
| Mùa giải | Vô địch                                              | Á quân                     |
| -------- | ---------------------------------------------------- | -------------------------- |
| 1969     | FAD Cotonou                                          |                            |
| 1970     | AS Porto-Novo                                        |                            |
| 1971     | AS Cotonou                                           |                            |
| 1972     | AS Porto-Novo                                        |                            |
| 1973     | AS Porto-Novo                                        |                            |
| 1974     | Étoile Sportive Porto-Novo                           |                            |
| 1975     | no competition                                       |                            |
| 1976     | no competition                                       |                            |
| 1977     | no competition                                       |                            |
| 1978     | Dragons de l'Ouémé                                   |                            |
| 1979     | Dragons de l'Ouémé                                   |                            |
| 1980     | Buffles FC                                           |                            |
| 1981     | Ajijas Cotonou                                       |                            |
| 1982     | Dragons de l'Ouémé                                   | Requins de l'Atlantique FC |
| 1983     | Dragons de l'Ouémé                                   |                            |
| 1984     | Lions de l'Atacora                                   |                            |
| 1985     | Requins de l'Atlantique FC                           |                            |
| 1986     | Dragons de l'Ouémé                                   |                            |
| 1987     | Requins de l'Atlantique FC                           |                            |
| 1988     | no competition                                       |                            |
| 1989     | Dragons de l'Ouémé                                   |                            |
| 1990     | Requins de l'Atlantique FC                           |                            |
| 1991     | Postel Sport FC                                      |                            |
| 1992     | Buffles FC                                           |                            |
| 1993     | Dragons de l'Ouémé                                   |                            |
| 1994     | Dragons de l'Ouémé                                   |                            |
| 1995     | Toffa Cotonou                                        |                            |
| 1996     | Mogas 90 FC                                          | Dragons de l'Ouémé         |
| 1997     | Mogas 90 FC                                          | Dragons de l'Ouémé         |
| 1998     | Dragons de l'Ouémé                                   | Mogas 90 FC                |
| 1999     | Dragons de l'Ouémé                                   | Mogas 90 FC                |
| 2000     | no official championship                             |                            |
| 2001     | no official championships                            |                            |
| 2002     | Dragons de l'Ouémé                                   | Requins de l'Atlantique FC |
| 2003     | Dragons de l'Ouémé                                   | Buffles FC                 |
| 2004     | hủy bỏ                                               |                            |
| 2005/06  | Mogas 90 FC                                          | Dragons de l'Ouémé         |
| 2007     | Tonnerre d'Abomey                                    | Soleil FC                  |
| 2008/09  | giải đấu chuyển tiếp, được tuyên bố không có giá trị |                            |
| 2009/10  | AS Port autonome de Cotonou                          | Buffles de Borgou          |
| 2010/11  | bị hủy bỏ                                            |                            |
| 2011/12  | AS Port autonome de Cotonou                          | Tonnerre FC                |
| 2012/13  | Jeunesse Athlétique du Plateau                       |                            |
| 2013/14  | Buffles de Borgou                                    | Panthères de Djougou       |
| 2014/15  | bị hủy bỏ                                            |                            |
| 2015/16  | bị hủy bỏ                                            |                            |
| 2016/17  | Buffles de Borgou                                    | Energie FC                 |